# كل حياة (فلم)
كل حياة (بالفرنسية: Toute une vie)، صدر في الولايات المتحدة تحت عنوان «والآن يا حبي And Now My Love»، وفي أستراليا تحت عنوان «عمر كامل A Whole Lifetime». فيلم دراما رومانسي فرنسي للمخرج كلود ليلوش لعام 1975، كتب القصة والسيناريو كلود ليلوش بمعاونة بيير أوترهوفن. الفيلم من بطولة مارث كيلر، وأندريه دوسولييه، وتشارلز دينر، ويتتبع الفيلم حياة امرأة ورجل منذ عدة أجيال سابقة. القصة تمتد لقرن كامل من الزمن، والعديد من القارات. العنوان الأمريكي مشتق من أغنية «والآن Et Maintenant» للمغني الفرنسي جيلبرت بيكو Gilbert Bécaud والتي تغنى في ذروة أحداث الفيلم، والتي حققت نجاحاً عالمياً عندما تم تسجيلها مع كلمات إنجليزية بعنوان «ماذا الآن يا حبيبتي What Now My Love». ترشح الفيلم لأوسكار أفضل سيناريو أصلي في عام 1975، كما تم عرض الفيلم في مهرجان كان السينمائي عام 1974، لكنه لم يدخل في المنافسة الرئيسية.

## طاقم التمثيل
مارث كيلر: في دور سارة
أندريه دوسولييه: في دور سيمون دوروك
تشارلز دينر: في دور ديفيد جولدمان
كارلا جرافينا: في دور كارلا
تشارلز جيرارد: في دور تشارلي فوكاس
جيلبرت بيكو: في دور جيلبرت بيكو
سام ليترون: في دور سام
جوديث ماجري: في دور والدة ديفيد جولدمان
أندريه فالكون: في دور المحامي
ناتالي كورفال: في دور زوجة المحامي
آني كيراني: في دور صديقة سيمون
دانيال بولانجر: في دور الجنرال
جاك فيليريه: في دور المتفرج
فرانسوا تشاليه: في دور فرانسوا
جيرارد سيري: في دور السيد جيرار
غابرييل تينتي: في دور زوجة سارة
إيلي شوراقي: في دور بول

## ملخص أحداث الفيلم
تبدأ القصة في فرنسا بتسلسل صامت بالأبيض والأسود على غرار الأفلام في حقبة ما قبل الحرب العالمية الأولى، حيث تلتقي امرأة (جوديث ماغري) برجل (تشارلز دينر) الذي يتزوجها وتحمل بطفله الذي لا يراه لموته أثناء تجنيده في الجيش الفرنسي، وتدور الأحداث في دراما موسعة لثلاثة أجيال مختلفة من نفس العائلة، حيث تقع ابنة الرجل الذي نجا من الهولوكوست، سارة (مارث كيلر)، وهي شابة مضطربة، في حب سيمون (أندريه دوسولييه)، الذي لا يعمل جيدًا والذي يكافح من أجل التغلب على وضعه كمدان سابق، وليصبح مخرجًا سينمائيًا بارزًا. في حين أن معظم الفيلم يتبع علاقة سارة وسيمون، فإن خطوط القصة الأخرى تشمل والد سارة (تشارلز دينر أيضاً) وجدتها (مارث كيلر أيضًا).  

## الإنتاج
أتبع المخرج كلود ليلوش مبدأ الإنتاج الفوري للأفلام ثنائية اللغة في صنع هذا الفيلم: حيث يقوم الممثلون بأداء كل مشهد مرتين (باللغتين الإنجليزية والفرنسية)، بحيث لا تتم دبلجة أو ترجمة المطبوعات باللغة الفرنسية أو الإنجليزية فيما بعد. تدخل العديد من عناصر السيرة الذاتية في الأحداث، خاصة في دورة حياة شخصية البطل سيمون دوروك، والتأثر الواضح بمشاهد مشابهة لفيلمه الناجح «رجل وامرأة».

## الموسيقى
يستخدم الفيلم العديد من أغاني المغني الفرنسي «جيلبرت بيكو»، الذي يمثل أيضًا نسخة خيالية من نفسه في الفيلم. بالنسبة للإصدار الأمريكي، أشارت التسميات التوضيحية إلى أسماء أغانيه ومتى كان يغنيها، بالإضافة إلى أغاني البوب الفرنسية الأخرى الأقل شهرة وفناني الأداء. كان هذا مفيدًا في إثبات أن بيكو، الذي لم يكن شخصية مألوفة للجمهور الناطق باللغة الإنجليزية، كان عنصرًا حاسمًا في القصة، حيث كان كلا الطرفين مهووسين به وموسيقاه، وأن وجوده كان يحوم باستمرار في حياتهم.

## استقبال الفيلم
منح موقع الطماطم الفاسدة الفيلم تقييم مقداره 71% بناء على آراء 7 نقاد سينمائيين.
كتب ايه اتش وايلر من صحيفة نيويورك تايمز في 15 يناير 2008: «السيد ليلوش، بالطبع، يعطي الغرور حقه في فيلم» والآن يا حبي«لكن هذا ليس مثيرًا للإعجاب تقريبًا مثل صوره الإدراكية، والتي غالبًا ما تلمس صورًا لثلاثة عصور ومبادئها... الفيلم في الواقع، أكثر شمولاً من عنوانه الفرنسي» كل حياة«الذي يوحي بتعاقب الأرواح لتوضيح الخلفيات العائلية للبطل والبطلة». ومنح الفيلم درجة 4/5.
كتب دون دروكر من صحيفة شيكاغو ريدر في 15 يناير 2008: «بقدر ما يمكن أن يكون لطيفًا، تنتهي قصة الحب الصغيرة هذه التي كتبها كلود ليلوش باجتماع العشاق لأول مرة. الفيلم الكامل الذي تبلغ مدته ساعتان عبارة عن مقدمة، وهي محاولة لربط بداية علاقة حب بالتاريخ الثقافي والاقتصادي والسياسي للقرن العشرين. وإذا كانت حساسيات ليلوش واهية للغاية بحيث لا يمكن إثبات طموحاته شبه الملحمية، فإن الفيلم يقدم مع ذلك بعض وسائل الراحة الدافئة، وأكثر من القليل من النكات في صناعة الأفلام. يتميز الفيلم بجوهر الكاميرا المتجول لليلوش».
كتب ايمانويل ليفي على موقعه على الإنترنت في 20 مارس 2012: «حصل كلود ليلوش صاحب» رجل وامرأة«بميلودراما متعددة الأجيال على جائزة أوسكار أفضل سيناريو... يستخدم ليلوش كل جزء من أجزاء الفيلم نمطًاً بصريًا مميزًا بفترة زمنية، والأجزاء غير متكافئة بشكل حاد. الفيلم لامع للغاية وعاطفي من أجل مصلحته، ليس بنفس فعالية أو جودة فيلم» رجل وامرأة«الحائز على جائزة أوسكار عام 1966 (والأفضل)»، ومنح الفيلم تقييم «ب».

## جوائز وترشيحات
جوائز الاوسكار، الولايات المتحدة  1976: ترشح لجائزة أفضل سيناريو أصلي.
جوائز غولدن غلوب، الولايات المتحدة 1976: ترشح لجائزة أفضل فيلم أجنبي.
جوائز جمعية لوس أنجلوس لنقاد السينما 1976:Los Angeles Film Critics Association Awards فاز بجائزة أفضل فيلم أجنبي.

## روابط خارجية
- مقالات تستعمل روابط فنية بلا صلة مع ويكي بيانات